# Христина Захватович
Христина Захватович (пол. Krystyna Zachwatowicz; нар. 16 травня 1930, Варшава) — польська актриса театру та кіно, художниця по костюмах, сценограф та режисер театру. Співзасновниця (разом з Анджеєм Вайдою) Центру японського мистецтва та технологій «Manggha» у Кракові.

## Біографія
Христина Захватович народилася 16 травня 1930 року у Варшаві у родині реставратора Яна Захватовича та його дружини, архітектора Марії Захватович. Закінчила факультет історії мистецтва Ягеллонського університету у 1952 році та Краківську академію мистецтв у 1958 році. Працює у театрах Кракова.
Її чоловік протягом 44 років (1972—2016) був режисер Анджей Вайда.

### Громадсько-політична діяльність
У серпні 1980 року приєдналася до звернення науковців, письменників і журналістів до комуністичної влади, щоб почати діалог із страйкуючими робітниками. З вересня 1980 року належала до руху «Солідарність», брала участь у роботі Комітету експертів з питань культури при Президії «Солідарності» регіону Мазовія. Під час воєнного стану брала активну участь у комітеті допомоги особам, позбавленим волі, та їх сім'ям.
У 1988 році разом з Анджеєм Вайдою заснувала Kyoto-Kraków Foundation, президентом якої є з 2016 року.
Була членом почесного комітету підтримки Броніслава Коморовського на президентських виборах 2010 року і на Президентських виборах в 2015 року. Була членом Почесної комісії громадських урочистостей з нагоди 70-річчя Операції «Вісла» (2017).
У жовтні 2020 року підтримала протест проти посилення законів про аборти в Польщі і протестувала проти використання символу знак Poland Fighting Ярославом Качинським під час виступу.

## Вибрана фільмографія

### Актриса
- 1961 — Самсон / Samson
- 1976 — Людина з мармуру / Człowiek z marmuru — Ханка Томчик
- 1976 — Тіньова лінія / Smuga cienia
- 1979 — Панночки з Вілько / Panny z Wilka
- 1981 — Людина із заліза / Człowiek z żelaza
- 1986 — Хроніка любовних подій / Kronika wypadków miłosnych
- 1990 — Корчак / Korczak
- 1999 — Пан Тадеуш / Pan Tadeusz
- 2007 — Катинь / Katyń

### Художниця з костюмів
- 1972 — Весілля / Wesele
- 1983 — Кохання в Німеччині / Eine Liebe In Deutschland
- 1988 — Біси / Les Possédés

## Визнання
1998 — Кавалерський хрест Ордену Відродження Польщі.